# Klapa Iskon
Klapa Iskon je klapa osnovana u Splitu 2000.
Klapa je ostvarila preko 1000 nastupa u hrvatskoj i susjedstvu. Također je nastupala diljem Europe, nekoliko puta u Francuskoj, te Italiji, Njemačkoj, Nizozemskoj i Izraelu. Surađivala je s priznatim predstavnicima domaće glazbene scene kao što su Gibonni, Luky, Neno Belan, TBF, Tedi Spalato i ini.
Nastupili su na Dori 2010. s pjesmom Vrime za kraj